# Sebastián Galani
Sebastián Paolo Galani Villega (Coquimbo, Chile, 17 de agosto de 1997) es un futbolista profesional chileno que juega como mediocampista por Coquimbo Unido en la Primera División de Chile.

## Trayectoria

### Coquimbo Unido (2016-2019)
Formado en Coquimbo Unido, debuta en el club el año 2016, en la Primera B de Chile. Se consagra en la titularidad del cuadro pirata en la temporada 2018, siendo pieza fundamental en la obtención del título de Campeón de la categoría, y el ascenso y retorno del club a la división de honor del fútbol chileno, para la temporada 2019, tras once años. Obtiene así su primer título en el fútbol profesional. 
Debuta, junto a su club, en la máxima categoría del fútbol chileno el 15 de febrero de 2019, en la derrota por 1-2 frente al campeón vigente Universidad Católica en el Estadio Francisco Sánchez Rumoroso.

### Universidad de Chile (2020-2021)
Su pase fue adquirido por el club Universidad de Chile el año 2019, permaneciendo cedido en su club formador durante toda la temporada. El cuadro azul lo ratifica para integrar el plantel de honor de cara a la temporada 2020 el 2 de enero de 2020.

### Universidad Católica (2022)
El 6 de enero de 2022 Universidad Católica confirmó principio de acuerdo para la incorporación de Galani como jugador libre. El contrato fue por una temporada, con la opción de extender el vínculo por tres años más.

### Coquimbo Unido (2022-)
Tras no contar con tantos minutos durante el primer semestre, el 8 de junio Universidad Católica confirmó la rescisión del contrato, siendo luego anunciado como refuerzo de Coquimbo Unido.

## Selección nacional
En abril de 2019 es convocado por Bernardo Redín, asistente técnico de Reinaldo Rueda en la Selección Nacional de Chile, para integrar el primer microciclo de preparación de cara al Torneo Maurice Revello 2019 de la Selección Chilena Sub-23, junto a su compañero de club Sebastián Cabrera. Sin embargo, no integró la nómina final que participó en el torneo.
Posteriormente, fue convocado y participó del encuentro contra Brasil Sub-23 en el Estadio Pacaembú el 9 de septiembre de 2019, donde Chile Sub-23 cayó derrotado 3-1. Siguió participando de otros microciclos con miras al Preolímpico Conmebol 2020, no integrando la nómina final.

## Estadísticas
| Club                         | Div.             | Temporada        | Liga  | Liga  | Copas Nacionales | Copas Nacionales | Torneos internacionales | Torneos internacionales | Total | Total |
| Club                         | Div.             | Temporada        | Part. | Goles | Part.            | Goles            | Part.                   | Goles                   | Part. | Goles |
| ---------------------------- | ---------------- | ---------------- | ----- | ----- | ---------------- | ---------------- | ----------------------- | ----------------------- | ----- | ----- |
| Coquimbo Unido · Chile       | 2.ª              | 2016-17          | 20    | 0     | 0                | 0                | —                       | —                       | 20    | 0     |
| Coquimbo Unido · Chile       | 2.ª              | 2017             | 11    | 0     | 4                | 0                | —                       | —                       | 15    | 0     |
| Coquimbo Unido · Chile       | 2.ª              | 2018             | 29    | 0     | 1                | 0                | —                       | —                       | 30    | 0     |
| Universidad de Chile · Chile | 1.ª              | 2019             | —     | —     | —                | —                | —                       | —                       | 0     | 0     |
| Coquimbo Unido · Chile       | 1.ª              | 2019             | 24    | 0     | 2                | 0                | —                       | —                       | 26    | 0     |
| Universidad de Chile · Chile | 1.ª              | 2020             | 21    | 0     | 0                | 0                | 2                       | 0                       | 23    | 0     |
| Universidad de Chile · Chile | 1.ª              | 2021             | 22    | 0     | 3                | 0                | 2                       | 0                       | 27    | 0     |
| Universidad de Chile · Chile | Total club       | Total club       | 43    | 0     | 3                | 0                | 4                       | 0                       | 50    | 0     |
| Universidad Católica · Chile | 1.ª              | 2022             | 5     | 0     | 1                | 0                | 3                       | 0                       | 9     | 0     |
| Universidad Católica · Chile | Total            | Total            | 5     | 0     | 1                | 0                | 3                       | 0                       | 9     | 0     |
| Coquimbo Unido · Chile       | 1.ª              | 2022             | 14    | 0     | 0                | 0                | —                       | —                       | 14    | 0     |
| Coquimbo Unido · Chile       | 1.ª              | 2023             | 29    | 0     | 2                | 0                | —                       | —                       | 31    | 0     |
| Coquimbo Unido · Chile       | 1.ª              | 2024             | 11    | 0     | 0                | 0                | 6                       | 0                       | 17    | 0     |
| Coquimbo Unido · Chile       | Total club       | Total club       | 138   | 0     | 9                | 0                | 6                       | 0                       | 153   | 0     |
| Total en carrera             | Total en carrera | Total en carrera | 186   | 0     | 13               | 0                | 13                      | 0                       | 211   | 0     |
| 1. 2. 3.                     |                  |                  |       |       |                  |                  |                         |                         |       |       |

## Palmarés

### Campeonatos nacionales
| Título             | Equipo         | País  | Año  |
| ------------------ | -------------- | ----- | ---- |
| Primera B de Chile | Coquimbo Unido | Chile | 2018 |